# Marco Motta
Marco Motta (Merate, 1986. május 14. –) olasz labdarúgó, hátvéd. Jelenleg a Juventus FC játékosa.

## Sportpályafutása
Marco karrierjét az Atalantában kezdte, ám a klub kiesése miatt, a 2005/06-os évad elején játékjogának fele az Udineséhez került. Az Udinese 2007 nyarán a futballista teljes játékjogát megvásárolta.
2007. július 28-án, a Torino FC bejelentette, hogy kölcsönvette Mottát az Udinese-től. Később visszatért Udinébe, majd az AS Romához került kölcsönbe 2009. február 1-jén. Motta ingyen érkezett az Örök Városba; kölcsönszerződése egészen június végéig szólt; záradékában az AS Romának lehetősége volt megvásárolni a bekk engedélyének felét 3,5 millió euróért, vagy a teljes játékjogát 7 millióért, amit három részletben kellett volna kifizetnie.
Motta 2009. február 8-án debütált az AS Romában, méghozzá egy Roma – Genoa bajnokin, ahol a 31. percben állt be. A védő mind a klub szurkolóira, mind annak vezetőedzőjére, Luciano Spallettire nagy hatással volt.
2009. június 24-én a Roma szerette volna megszerezni Motta játékjogának felét. 2010. június 26-án Udinesebe igazolt, majd július 5-én a Juventushoz került. A Juventus FC-ben 22 mérkőzésen lépett pályára, majd két éven keresztül kölcsönben játszott előbb a Catania, majd a Bologna csapatában. A 2013-as őszi idényre azonban újra a Juventus FC keretének a tagja.

## Válogatottság
Motta 2005 óta tagja volt az olasz U21-es válogatottnak. 2007-ben, az U21-es Európa-bajnokság után, ő lett a válogatott csapatkapitánya. A válogatott színeiben részt vett a 2008-as nyári Olimpián is.
2009. március 22-én Motta megkapta első behívóját a felnőtt válogatottba, méghozzá a Montenegró és az Írország elleni meccsre, ám egyik találkozón sem lépett pályára.

## Sikerei, díjai
- Toulon Tournament bajnok: 2008
- Seria A ezüstérmes: 2009-10
- Coppa Italia döntős: 2009-10